# Brachymyrmex laevis
Brachymyrmex laevis é uma espécie de inseto do gênero Brachymyrmex, pertencente à família Formicidae.